# Wolfgang Pilz
Pour les articles homonymes, voir Pilz.

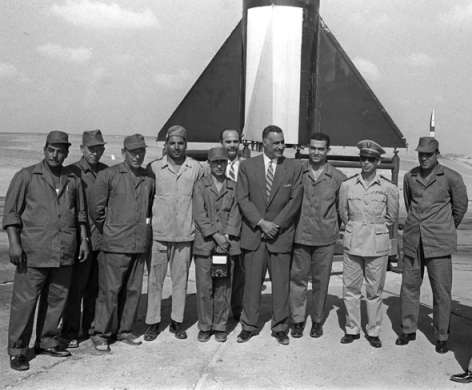
Le président égyptien Nasser photographié devant une fusée al-Kaher.

Wolfgang Pilz (né le 4 septembre 1911 à Vrchlabí, Tchéquie ; mort le 1er avril 1994 à Kranzlhofen, Carinthie) était un ingénieur allemand spécialiste des fusées qui a débuté à Peenemünde durant la Seconde Guerre mondiale, avant de travailler sur la fusée-sonde française Véronique puis sur les programmes de missiles sol-sol du président égyptien Nasser.

## Biographie
Durant la Seconde Guerre mondiale, Pilz est employé en tant que spécialiste des moteurs-fusées au centre de Peenemünde ou est mis au point notamment le V2 premier missile balistique précurseur des fusées qui seront développées dans les années 1950. De 1947 à 1958 il travaille en France au Laboratoire de recherches balistiques et aérodynamiques (LRBA) et il joue un rôle décisif dans la mise au point de la propulsion de la fusée-sonde Véronique. Ensuite, il travaille à l'Institut de physique et de propulsion par réaction auprès d'Eugen Sänger.
En 1960 Pilz est recruté avec plusieurs autres spécialistes allemands par le gouvernement égyptien de Nasser pour mettre au point des missiles. Il rejoint un contingent important d'ingénieurs et de techniciens allemands qui édifient à l'époque des usines d'armement et mettent sur pied une chaine d'assemblage d'un chasseur à réaction. En juillet 1962, les fusées-sondes « El-Kahir » (« Le conquérant ») et « El-Safir » (« Le vainqueur ») développés par Pils sont présentées par Nasser à la presse internationale comme les précurseurs d'armes dont la portée permettra d'atteindre le sud de Beyrouth autrement dit susceptibles de frapper l'ensemble d’Israël avec laquelle l’Égypte est en conflit. Plusieurs fusées sont tirées. La menace déclenche la réaction des services secrets israéliens qui mettent sur pied l'opération Damoclès. Le Mossad commet plusieurs attentats à la bombe en envoyant des colis piégés à Pilz et à ses collaborateurs en novembre 1962 ; cinq Égyptiens sont tués et la secrétaire allemande de Pilz, Hannelore Wende, perd la vue. En parallèle, Israël fait pression sur le gouvernement allemand pour que ses ressortissants cessent d'apporter de l'aide à un gouvernement menaçant l'existence d'Israël,.
À la suite du rapprochement de l'Égypte avec l'Union soviétique qui est en mesure de fournir les équipements militaires les plus sophistiqués, l'Egypte décide de se séparer de ses spécialistes allemands et Pilz revint en 1965 en Allemagne. Il se retire par la suite à Kranzlhofen en Carinthie où il vit avec Hannelore, son épouse devenue aveugle, jusqu'à sa mort en 1994,. Les missiles développés ne seront pas utilisés durant la guerre des Six Jours (1967) qui oppose l’Égypte et Israël.